# Уолтер Джилмен
Уолтер Джилмен (англ. Walter Gilman) — вымышленный персонаж американского писателя ужасов Говарда Филлипса Лавкрафта, который появляется в рассказе «Грёзы в ведьмовском доме» (1933). Уолтер Джилмен студент на факультете математики в Мискатонийском университете, в Аркхеме. 

## Описание
Лавкрафт так описывает Уолтера Джилмена в рассказе «Грёзы в ведьмовском доме» (1933):
Джилмен не мог сказать, являлись ли его сны следствием болезни или ее причиной. Происходившее с ним таило в себе нечто ужасное, порочное, наполнявшее душу гнетущим страхом, который исходил от старого Аркхема. Целыми днями он писал, читал, бился с длинными рядами цифр и формул, а по ночам метался в беспокойном сне на обшарпанной железной кровати. Слух его обострился до необычайной степени, и это причиняло невыносимые страдания – даже каминные часы пришлось остановить: их тиканье отдавалось у него в ушах артиллерийскими залпами. Ночью едва различимые голоса далеких улиц, возня крыс за изъеденными червями стенами и скрип рассохшихся стропил наверху сливались в сплошной грохочущий ад. Темнота приносила много звуков, с которыми он почти свыкся, но вздрагивал при мысли, что однажды привычный шум может уступить место звукам иного рода, что до поры таились за общим фоном.
Изучение столь сложных дисциплин достаточно серьезное испытание для разума; а когда эти науки безрассудно совмещают с древними преданиями, пытаясь отыскать черты многомерной реальности, – тогда умственное перенапряжение почти неизбежно. Его болезненно обостренный слух начал различать слабые отзвуки чьих‑то шагов на чердаке, и иногда эти галлюцинации казались ему ужасающе реальными. В другой раз он слышал завывающие звуки бездны. С обреченностью и ужасом юноша постоянно ожидал того момента, когда в своих непрерывных модуляциях этот неослабевающий рев достигнет такой силы, которую уже невозможно будет выдержать. Сама атмосфера дышащего стариной Аркхема каким‑то непонятным образом воздействовала на воображение юноши. Он более не мог более отрицать, что атмосфера дома была явно нездоровой; и все же прежний болезненный интерес удерживал его в доме. 

Но разве можно было остановиться именно в тот момент, когда вычисления сулили столь блестящие результаты! Несомненно, он уже нащупывал границу четвертого измерения, и кто знает, насколько далеко он мог продвинуться в своих поисках? Но даже при мысли о возможном успехе Джилмена не оставляло недоумение по поводу того, откуда, собственно, он черпает такую уверенность. Неужели это пугающее чувство неизбежности исходит всего лишь от строчек математических формул, которыми день за днем заполнял он бесчисленные листки бумаги?
Уолтер Джилмен — юный студент, учащийся на факультете математики в Мискатонийском университете в Аркхеме. Родился в Хаверхилле (Haverhill), штат Массачусетс. Изучал неевклидовую геометрию, квантовую физику; труды таких ученых как Планк, Гейзенберг, Эйнштейн, Де Ситтер и Риман; которые он связывал с «фантастическими легендами древней магии»  (англ. Legends of Elder magic). Джилмен был весьма талантливым математиком и физиком, но фанатично устремленным. Он пытался объединить точные науки и мифологию, чтобы открыть другое измерение. В 1920-х годах он специально поселился в «Доме ведьмы», где в XVII веке жила ведьма Кеция Мейсон. Его чрезвычайно заинтересовали легенды о том, что ведьма могла перемещаться в другие пространства при помощи геометрических формул и таким образом сбежала из камеры в тюрьме. Еще его бабушка рассказывала разные жуткие истории, которые слышала от своей бабушки. Джилмен делал зарисовки странно стоящих кругов камней на острове реки Мискатоник и изучал пиктограммы, которые чертила ведьма для «перехода за пределы Иных миров» (англ. Other spaces beyond). 
Джилмен спорил о математике и часто был не понят окружающими. Он удивлял преподавателей тонким пониманием многомерности пространства и озадачивал заявлениями, что «человек может безопасно перемещаться с одного пространственного уровня на другой». Из-за беспокойного темперамента профессоры опасались за его «глубокое психическое перенапряжение», вызванное слишком усердным изучением материала. Хотя Джилмен проявлял блестящие способности в науке, они советовали «несколько поубавить пыл» и пошли даже на то, чтобы сократить для него обязательный курс наук, и запретили читать книги, что хранятся под замком в подвале университетской библиотеки: «Некрономикон», «Книга Эйбона», «Unaussprechlichen Kulten». Усиленные занятия математикой с углубленным изучением фольклора послужили причиной умственного перенапряжения. Слишком много он размышлял над «возможностью существования иных пространств, которые, как подсказывали математические формулы, должны находиться вне известного нам трехмерного мира». Он заключил, что «наш участок вселенной соприкасается с другими областями, столь же удаленными от нас, как самые далекие звезды нашей галактики, и можно лишь гипотетически предположить, что они находятся вне пределов эйнштейновского континуума пространства‑времени». Он стал замечать, что величина угла в комнате может иметь некий математический смысл, а ночью видел фиолетовое свечение, исходящее с чердака.
Джилмена начали мучить ночные кошмары. Ему мерещились «крадущиеся шаги над головой, не дающие покоя, и звук крыс в стенах» или что кто-то следит за ним в толпе, — это черты паранойи. Он жаловался на выдуманную им лихорадку, но решил не сообщать врачу об открывшейся болезни, опасаясь, что его отправят в университетский лазарет перед экзаменами, тогда как он уже не сдал дифференциальное счисление и психологию. Джилмен убеждал себя, что видения вызваны исключительно болезнью и, как только горячка пройдет, ночные чудовища отступят. Кошмары, однако, необычайно занимали его своей потрясающей жизненностью; всякий раз, просыпаясь, юноша смутно чувствовал, что во сне испытал куда больше, чем мог запомнить. Во снах он посещал Иные миры, как сновидец. Подчиняясь импульсу Извне, он перемещался в пространство с искажённой геометрией, без физической формы, с неописуемыми веществами, цветами и звуками. Его сновидящее «я» столкнулось с разумными существами и причудливыми скоплениями «радужных, вытянутых сфероидальных пузырей». Сны полностью вышли за пределы нормального. У него не было ни малейшего понятия о соотношении снов и реальности.
Дальше хуже: Джилмен начал страдать Сомнамбулизмом. Дважды за ночь его комнату находили пустой, хотя вся одежда была на месте. Посреди дня он мог обнаружить себя идущим в неизвестном направлении или качающимся в дьявольских ритмах, в которых движутся сектанты на шабаше. С Джилменом физически происходит всё то, что ему сниться: у него остаются раны, синяки, грязь, загар. Во сне он прихватил с собой инопланетную статуэтку, а на утро со страхом обнаружил её у себя в руке. Во сне Черный Человек заставил его поставить подпись кровью в «Книге Азатота», хотя он знал, что ни при каких условиях не должен этого делать. Джилмен безвольно участвовал в ритуалах под действием колдовских сил, ощущая умственный и эмоциональный паралич; он не мог даже кричать, потому что онемел от страха. Он стал ощущать почти непреодолимое желание оторваться от Земли и устремиться в космос. Его притягивала некая точка где‑то между Гидрой и Кораблем Арго.
В последние дни жизни Джилмен стал более нервным; страх достиг кульминации в канун Дня всех святых. Он побывал в «Центре хаоса», вне пространства и времени, где услышал ритм космоса и звук флейт из глубин земли. Во время ритуала до него донеслись звуки защитной мотивы заклинателя духов Джо Мазуревича, который взывал к Шуб-Ниггурат; в то время, как ведьма взывала к силам из бездны. Джилмен пришел в себя и задушил ведьму цепочкой с крестиком. С помощью математических формул он смог вернулся домой. У него лопнули барабанные перепонки, будто, он побывал в вакууме. Фрэнк Элвуд, его сокурсник, выслушал его историю. Через неделю Джилмена убил демонический Бурый Дженкин, съев его сердце изнутри.

## Вдохновение
Лавкрафт очень детально разработал образ Джилмена. Его можно сравнить с интерном из рассказа «За стеной сна». Остроту его чувств, описанная в первых абзацах, можно сравнить с остротой некоторых персонажей Эдгара Аллана По.
Лавкрафт в рассказе «Тень над Иннсмутом» упоминает гостиницу «Джилмен-Хаус».
Лавкрафт в рассказе «Тварь на пороге» описывает Эдварда Пикмана Дерби в Аркхеме, по соседству с которым живут Джилманы (англ. Gilmans).

## Адаптации
Руперт Гринт играет роль Уолтера Джилмена в 6 серии сериала «Кабинет редкостей Гильермо дель Торо» (2022).